# Pallo
Pallo, česky a slovensky také Palov nebo Pavlovo, ukrajinsky Палло, dříve také Павлово, maďarsky Palló, je etnicky většinově maďarská ves na Ukrajině, v Zakarpatské oblasti, v okrese Užhorod, v surtské vesnické komunitě. Je částí obce Haloč.

## Historie
Do podepsání Trianonské smlouvy byla ves součástí Uherska, poté byla součástí Československa. Ves byla za první československé republiky vedena pod názvem Palov; byla součástí okresu Kráľovský Chlmec, který byl součástí Země Slovenské. V roce 1930 zde žilo 498 obyvatel. V roce 1938 byla v důsledku první vídeňské arbitráže přičleněna k Maďarsku. Od roku 1945 byla součástí Sovětského svazu, resp. Ukrajinské sovětské socialistické republiky; nakonec od roku 1991 je součástí samostatné Ukrajiny.

## Doprava
Ve vsi je na hranicích se Slovenskem kontrolní stanoviště Pavlovo. Do roku 1945 vedla do slovenské obce Maťovské Vojkovce silnice, nyní je uzavřena ostnatým drátem ze sovětské éry.
Okolo vesnice vede železniční trať Bánovce nad Ondavou – Veľké Kapušany (– Užhorod), na které je hraniční železniční přechod mezi Slovenskem a Ukrajinou (pro nákladní dopravu) s názvem Maťovské Vojkovce - Pavlovo.

## Osobnosti
- Viktória Ferenc (* 1980), maďarská poslankyně Evropského parlamentu za Fidesz